# Proceratophrys laticeps
Espèce
Statut de conservation UICN

 LC  : Préoccupation mineure
Proceratophrys laticeps est une espèce d'amphibiens de la famille des Odontophrynidae.

## Répartition
Cette espèce est endémique de l'Est du Brésil. Elle se rencontre du centre de l'État de Bahia au sud de l'État d'Espírito Santo, jusqu'à 500 m d'altitude,.

## Publication originale
- Izecksohn & Peixoto, 1981 : Nova espéciede Proceratophrys da Hiléia Bahiana, Brasil (Amphibia, Anura, Leptodactylidae). Revista Brasileira de Biologia, Rio de Janeiro, vol. 41, no 1, p. 19-24.